# Andreas Dittmer
Andreas Dittmer (Neustrelitz, RDA, 16 de abril de 1972) es un deportista alemán que compitió en piragüismo en la modalidad de aguas tranquilas. Es hermano de la triatleta Anja Dittmer.
Participó en cuatro Juegos Olímpicos de Verano entre los años 1996 y 2008, obteniendo un total de cinco medallas: tres de oro, una de plata y una de bronce. Ganó veintidós medallas en el Campeonato Mundial de Piragüismo entre los años 1991 y 2007, y quince medallas en el Campeonato Europeo de Piragüismo entre los años 2000 y 2007.

## Palmarés internacional
| Juegos Olímpicos   | Juegos Olímpicos             | Juegos Olímpicos  | Juegos Olímpicos |
| Año                | Lugar                        | Medalla           | Competición      |
| ------------------ | ---------------------------- | ----------------- | ---------------- |
| 1996               | Atlanta (Estados Unidos)     | Medalla de oro    | C2 1000 m        |
| 2000               | Sídney (Australia)           | Medalla de bronce | C1 500 m         |
| 2000               | Sídney (Australia)           | Medalla de oro    | C1 1000 m        |
| 2004               | Atenas (Grecia)              | Medalla de oro    | C1 500 m         |
| 2004               | Atenas (Grecia)              | Medalla de plata  | C1 1000 m        |
| Campeonato Mundial |                              |                   |                  |
| Año                | Lugar                        | Medalla           | Competición      |
| 1991               | París (Francia)              | Medalla de bronce | C4 500 m         |
| 1993               | Copenhague (Dinamarca)       | Medalla de bronce | C1 10 000 m      |
| 1993               | Copenhague (Dinamarca)       | Medalla de bronce | C2 500 m         |
| 1994               | Ciudad de México (México)    | Medalla de oro    | C2 1000 m        |
| 1995               | Duisburgo (Alemania)         | Medalla de bronce | C2 500 m         |
| 1995               | Duisburgo (Alemania)         | Medalla de bronce | C2 1000 m        |
| 1997               | Dartmouth (Canadá)           | Medalla de oro    | C1 1000 m        |
| 1998               | Szeged (Hungría)             | Medalla de plata  | C1 500 m         |
| 1998               | Szeged (Hungría)             | Medalla de bronce | C1 1000 m        |
| 1999               | Milán (Italia)               | Medalla de bronce | C1 500 m         |
| 1999               | Milán (Italia)               | Medalla de plata  | C1 1000 m        |
| 2001               | Poznań (Polonia)             | Medalla de bronce | C1 500 m         |
| 2001               | Poznań (Polonia)             | Medalla de oro    | C1 1000 m        |
| 2002               | Sevilla (España)             | Medalla de bronce | C1 500 m         |
| 2002               | Sevilla (España)             | Medalla de oro    | C1 1000 m        |
| 2003               | Gainesville (Estados Unidos) | Medalla de bronce | C1 200 m         |
| 2003               | Gainesville (Estados Unidos) | Medalla de oro    | C1 500 m         |
| 2003               | Gainesville (Estados Unidos) | Medalla de oro    | C1 1000 m        |
| 2005               | Zagreb (Croacia)             | Medalla de oro    | C1 500 m         |
| 2005               | Zagreb (Croacia)             | Medalla de oro    | C1 1000 m        |
| 2006               | Szeged (Hungría)             | Medalla de plata  | C1 1000 m        |
| 2007               | Duisburgo (Alemania)         | Medalla de plata  | C1 500 m         |
| Campeonato Europeo |                              |                   |                  |
| Año                | Lugar                        | Medalla           | Competición      |
| 2000               | Poznań (Polonia)             | Medalla de plata  | C1 200 m         |
| 2000               | Poznań (Polonia)             | Medalla de plata  | C1 500 m         |
| 2000               | Poznań (Polonia)             | Medalla de plata  | C1 1000 m        |
| 2001               | Milán (Italia)               | Medalla de bronce | C1 200 m         |
| 2001               | Milán (Italia)               | Medalla de plata  | C1 500 m         |
| 2001               | Milán (Italia)               | Medalla de oro    | C1 1000 m        |
| 2002               | Szeged (Hungría)             | Medalla de plata  | C1 500 m         |
| 2002               | Szeged (Hungría)             | Medalla de oro    | C1 1000 m        |
| 2004               | Poznań (Polonia)             | Medalla de plata  | C1 200 m         |
| 2004               | Poznań (Polonia)             | Medalla de plata  | C1 500 m         |
| 2004               | Poznań (Polonia)             | Medalla de oro    | C1 1000 m        |
| 2005               | Poznań (Polonia)             | Medalla de bronce | C1 500 m         |
| 2005               | Poznań (Polonia)             | Medalla de oro    | C1 1000 m        |
| 2006               | Račice (República Checa)     | Medalla de plata  | C1 1000 m        |
| 2007               | Pontevedra (España)          | Medalla de oro    | C1 500 m         |